# Дом купца Тишкова
Дом купца Тишкова — объект культурного наследия России, расположенный в станице Обливская, Ростовской области. Памятник градостроительства и архитектуры регионального значения Ростовской области. 

## История
С 1744 года на берегу реки Чир образовался хутор Обливский. Во время весеннего разлива хутор оказывался отрезанным от суши, что и дало название казачьему хутору — Облива. 21 июня 1919 года состоялся сход казаков, на котором постановили преобразовать хутор Обливский в станицу Обливскую.
В начале XX века на хуторе Обливском были открыты продовольственные магазины и лавки купца Ефима Семёновича Тишкова. Купеческий дом Тишкова расположен на центральной улице станицы Обливской (ул. Советская, 14, литер А), Е.С. Тишкову он достался по наследству от отца Семёна Дмитриевича Тишкова. На сегодняшний день в здании функционирует магазин, но сохранившаяся архитектура дома отчётливо указывает на жилище зажиточной семьи.

## Описание
Дом купца Тишкова является памятником градостроительства и архитектуры регионального значения. В 1992 году решением Ростовского областного Совета народных депутатов (Малый Совет) Дом купца Тишкова был взят под государственную охрану как памятник истории и культуры Ростовской области.